# نادي أورينسي
نادي أورينسي الرياضي (بالإسبانية: Club Deportivo Ourense S.A.D.)‏ نادي كرة قدم إسباني تم تأسيسه في عام 1952 وتم حله في عام 2014.

## روابط خارجية
- CD Ourense